# Lista dos campeões estaduais de futebol do Brasil em 2025
A lista a seguir traz dados acerca dos campeonatos estaduais de futebol realizados no Brasil em 2025.
Significados das colunas:
- Estado: nome do estado, listados em ordem alfabética.
- Copa do Brasil 2026: times classificados para a Copa do Brasil em sua edição de 2026 pelo Campeonato Estadual. [Ordem alfabética]
- Série D 2026: times classificados para o Campeonato Brasileiro de Futebol - Série D em sua edição de 2026.
- Final: placares dos jogos finais ou, em caso de não ter havido final, a vantagem do campeão ao final do campeonato.
- Rebaixados: times rebaixados para a divisão inferior (Segunda Divisão, Série B, Módulo II) de 2025.

## Estaduais
| Estado | Campeão                                      | Final(is)                                                     | Vice-campeão    | Copa do Brasil                                                    | Série D                                 | Artilheiro(s)                                                                                            | Rebaixado(s)                       |
| ------ | -------------------------------------------- | ------------------------------------------------------------- | --------------- | ----------------------------------------------------------------- | --------------------------------------- | --- | ---------------------------------- |
| AC     | Independência (13.° título - 2.° consec.)    | Independência 3 x 1 Galvez                                    | Galvez          | Galvez Independência                                              | Galvez Independência                    | Cassiano (Rio Branco-AC) 8 gols                                                                          | Plácido de Castro São Francisco-AC |
| AL     | CRB (35.° título - 4.° consec.)              | ASA 2 x 2 CRB 2 x 1 ASA                                       | ASA             | ASA CRB                                                           | ASA                                     | Tiago Marques (CSA) 5 gols                                                                               | Igaci                              |
| AM     | Amazonas (2.° título)                        | Nacional-AM 1 x 2 Amazonas                                    | Nacional-AM     | Amazonas Nacional-AM                                              | Manaus Nacional-AM                      | Dagson (Parintins) Hernane Brocador (Nacional-AM) 4 gols                                                 | Sete                               |
| AP     | Trem (10.° título - 5.° consec.)             | Trem 1 x 0 Oratório 1 x 1 Trem                                | Oratório        | Oratório Trem                                                     | Trem                                    | Aleílson (Trem) Tony Love (Cristal) 6 gols                                                               | Portuguesa-AP Santana              |
| BA     | Bahia (51.° título)                          | Bahia 2 x 0 Vitória 1 x 1 Bahia                               | Vitória         | Bahia Jacuipense Vitória                                          | Atlético de Alagoinhas Jacuipense Porto | Fabri (Vitória) Felipe Cardoso (Atlético de Alagoinhas) Flavinho (Jacuipense) Janderson (Vitória) 4 gols | Colo Colo Jacobina                 |
| CE     | Ceará (47.° título - 2.° consec.)            | Fortaleza 0 x 1 Ceará 1 x 1 Fortaleza                         | Fortaleza       | Ceará Fortaleza                                                   | Ferroviário Maracanã-CE Tirol           | Allanzinho (Ferroviário) Lucero (Fortaleza) 4 gols                                                       | Barbalha Cariri                    |
| DF     | Gama (14.° título)                           | Capital-DF 1 (1) x (3) 1 Gama                                 | Capital-DF      | Capital-DF Gama                                                   | Capital-DF Gama                         | Matheuzinho (Capital-DF) Pipico (Sobradinho) Vitor Xavier (Samambaia) 5 gols                             | Ceilandense Legião                 |
| ES     | Rio Branco-ES (39.° título - 2.° consec.)    | Porto Vitória 1 x 0 Rio Branco-ES 2 x 0 Porto Vitória         | Porto Vitória   | Porto Vitória Rio Branco-ES                                       | Rio Branco-ES                           | João Guilherme (Desportiva Ferroviária) Tony (Vitória-ES) 6 gols                                         | Jaguaré Nova Venécia               |
| GO     | Vila Nova (16.° título)                      | Anápolis 2 x 0 Vila Nova 3 x 0 Anápolis                       | Anápolis        | Anápolis Atlético Goianiense Vila Nova                            | ABECAT CRAC Inhumas                     | Igor Cássio (Anápolis) 6 gols                                                                            | Goianésia Goiânia                  |
| MA     | Maranhão (16.° título)                       | Imperatriz 0 x 0 Maranhão 2 x 0 Imperatriz                    | Imperatriz      | Imperatriz Maranhão                                               | Imperatriz Maranhão                     | Lussandro (Imperatriz) 8 gols                                                                            | Pinheiro Viana                     |
| MT     | Primavera (1.° título)                       | Primavera 1 x 2 Cuiabá 0 (2) x (4) 1 Primavera                | Cuiabá          | Cuiabá Mixto Primavera                                            | Mixto Primavera                         | Derik Lacerda (Cuiabá) 6 gols                                                                            | Academia                           |
| MS     | Operário-MS (14.° título - 2.° consec.)      | Operário-MS 1 x 0 Ivinhema 0 x 1 Operário-MS                  | Ivinhema        | Ivinhema Operário-MS                                              | Operário-MS                             | Barcos (Dourados) 8 gols                                                                                 | Aquidauanense Coxim                |
| MG     | Atlético Mineiro (50.° título - 6.° consec.) | Atlético Mineiro 4 x 0 América Mineiro 1 x 0 Atlético Mineiro | América Mineiro | Athletic América Mineiro Atlético Mineiro Cruzeiro Tombense       | Betim Futebol Democrata GV Uberlândia   | Hulk (Atlético Mineiro) 7 gols                                                                           | Aymorés Villa Nova                 |
| PA     | Remo (48.° título)                           | Paysandu 2 x 3 Remo 0 (6) x (5) 1 Paysandu                    | Paysandu        | Remo Tuna Luso                                                    | Águia de Marabá Tuna Luso               | Nicolas (Paysandu) Rossi (Paysandu) 6 gols                                                               | Caeté Independente-PA              |
| PB     | Sousa (4.° título - 2.° consec.)             | Sousa 1 x 0 Botafogo-PB 1 x 1 Sousa                           | Botafogo-PB     | Botafogo-PB Sousa                                                 | Serra Branca Sousa                      | Diego Ceará (Sousa) 6 gols                                                                               | Auto Esporte-PB Picuiense          |
| PR     | Operário-PR (2.° título)                     | Maringá 2 x 2 Operário-PR 1 (5) x (4) 1 Maringá               | Maringá         | Athletico Paranaense Londrina Maringá Operário-PR                 | Azuriz Cianorte São Joseense            | Iago Teles (Londrina) Moraes (Maringá) 8 gols                                                            | Paraná Rio Branco-PR               |
| PE     | Sport (45.° título - 3.° consec.)            | Retrô 2 x 3 Sport 1 (4) x (2) 2 Retrô                         | Retrô           | Retrô Santa Cruz Sport                                            | Maguary Santa Cruz                      | Pedro Maycon (Jaguar) 6 gols                                                                             | Afogados Central Petrolina         |
| PI     | Piauí (6.° título)                           | Fluminense-PI 2 x 2 Piauí 2 x 0 Fluminense-PI                 | Fluminense-PI   | Fluminense-PI Piauí                                               | Fluminense-PI Piauí                     | Lucas Reis (Altos) 5 gols                                                                                | 4 de Julho River-PI                |
| RJ     | Flamengo (39.° título - 2.° consec.)         | Fluminense 1 x 2 Flamengo 0 x 0 Fluminense                    | Fluminense      | Flamengo Fluminense Sampaio Corrêa-RJ Vasco da Gama Volta Redonda | Madureira Sampaio Corrêa-RJ             | Germán Cano (Fluminense) Max (Sampaio Corrêa-RJ) Vegetti (Vasco da Gama) 6 gols                          | Bangu                              |
| RN     | América de Natal (39.° título - 3.° consec.) | América de Natal 1 x 1 ABC 0 x 1 América de Natal             | ABC             | ABC América de Natal                                              | América de Natal Laguna                 | Alisson Farias (Santa Cruz de Natal) 8 gols                                                              | Baraúnas Força e Luz               |
| RS     | Internacional (46.° título)                  | Grêmio 0 x 2 Internacional 1 x 1 Grêmio                       | Grêmio          | Caxias Grêmio Internacional Juventude Ypiranga de Erechim         | Guarany de Bagé São Luiz                | Emerson Galego (Ypiranga de Erechim) 8 gols                                                              | Brasil de Pelotas Pelotas          |
| RO     | Gazin Porto Velho (5.° título - 3.° consec.) | Guaporé 1 x 2 Gazin Porto Velho 0 (4) x (2) 1 Guaporé         | Guaporé         | Guaporé Gazin Porto Velho                                         | Gazin Porto Velho                       | Ariel (Genus) 11 gols                                                                                    | Vilhena                            |
| RR     | GAS (2.° título - 2.° consec.)               | GAS 1 (4) x (3) 1 Monte Roraima                               | Monte Roraima   | GAS Monte Roraima                                                 | GAS                                     | Alexsander Ferreira (Baré) Fabrício Kanté (São Raimundo-RR) 6 gols                                       | —                                  |
| SC     | Avaí (19.° título)                           | Chapecoense 2 x 2 Avaí 1 x 1 Chapecoense                      | Chapecoense     | Avaí Chapecoense                                                  | Joinville Santa Catarina                | Mário Sérgio (Chapecoense) 7 gols                                                                        | Caravaggio Hercílio Luz            |
| SP     | Corinthians (31.° título)                    | Palmeiras 0 x 1 Corinthians 0 x 0 Palmeiras                   | Palmeiras       | Corinthians Palmeiras Santos São Bernardo São Paulo               | Noroeste Portuguesa Velo Clube          | Guilherme (Santos) 10 gols                                                                               | Água Santa Inter de Limeira        |
| SE     | Confiança (24.° título - 2.° consec.)        | Itabaiana 1 x 2 Confiança 1 x 1 Itabaiana                     | Itabaiana       | Confiança Itabaiana                                               | Lagarto                                 | Neto Oliveira (Confiança) 8 gols                                                                         | Barra-SE Carmópolis                |
| TO     | União-TO (3.° título - 2.° consec.)          | Araguaína 1 x 1 União-TO 0 (5) x (4) 0 Araguaína              | Araguaína       | Araguaína União-TO                                                | Araguaína União-TO                      | Allan Alencar (Batalhão) Marquinhos Bala (Tocantinópolis) 5 gols                                         | Batalhão Tocantins de Miracema     |

## Turnos estaduais
| Campeonato            | Primeiro Turno            | Segundo Turno               |
| --------------------- | ------------------------- | --------------------------- |
| Campeonato Amazonense | Primeiro Turno / Amazonas | Segundo Turno / Nacional-AM |

## Torneios Extra
| Estado          | Competição                     | Campeão             | Vice-Campeão  | Outros participantes                                                                                               |
| --------------- | ------------------------------ | ------------------- | ------------- | --- |
| AL - (Detalhes) | Seletiva para a Copa do Brasil | CSA                 | CSE           | — |
| CE - (Detalhes) | Taça Padre Cícero              | Maracanã-CE         | Horizonte     | Barbalha Cariri Iguatu                                                                                             |
| MG - (Detalhes) | Campeonato Mineiro do Interior | Tombense            | —             | Athletic Aymorés Betim Futebol Democrata GV Itabirito Pouso Alegre Uberlândia Villa Nova                           |
| MG - (Detalhes) | Taça Inconfidência             | Athletic            | Uberlândia    | Betim Futebol Democrata GV                                                                                         |
| PA - (Detalhes) | Copa Grão Pará                 | Águia de Marabá     | Tuna Luso     | Bragantino-PA Capitão Poço Castanhal Santa Rosa                                                                    |
| RJ - (Detalhes) | Taça Guanabara                 | Flamengo            | Volta Redonda | Bangu Boavista-RJ Botafogo Fluminense Madureira Maricá Portuguesa-RJ Sampaio Corrêa-RJ Vasco da Gama Volta Redonda |
| RJ - (Detalhes) | Taça Rio                       | Sampaio Corrêa-RJ   | Madureira     | Boavista-RJ Nova Iguaçu                                                                                            |
| RS - (Detalhes) | Campeonato do Interior Gaúcho  | Juventude           | —             | Avenida Brasil de Pelotas Caxias Guarany de Bagé Monsoon Pelotas São José-RS São Luiz Ypiranga de Erechim          |
| RS - (Detalhes) | Taça Farroupilha               | Ypiranga de Erechim | São Luiz      | Guarany de Bagé Monsoon                                                                                            |

## Divisões de Acesso
| Estado | Divisão          | Campeão                       | Promovidos                         | Rebaixados                    |
| ------ | ---------------- | ----------------------------- | ---------------------------------- | ----------------------------- |
| AC     | Segunda Divisão  |                               |                                    |                               |
| AL     | Segunda Divisão  |                               |                                    |                               |
| AM     | Segunda Divisão  | Itacoatiara (1.° título)      | Itacoatiara                        |                               |
| AP     | Série B          | Macapá (3.° título)           | Macapá São José-AP                 |                               |
| BA     | Segunda Divisão  | Bahia de Feira (4.° título)   | Bahia de Feira Galícia             | Grapiúna Teixeira de Freitas  |
| CE     | Série B          | Maranguape (1.° título)       | Maranguape Quixadá                 | Pacatuba Tiradentes-CE        |
| CE     | Série C          | Crateús (3.° título)          | Crateús Guarany de Sobral          |                               |
| DF     | Segunda Divisão  |                               |                                    |                               |
| ES     | Série B          |                               |                                    |                               |
| GO     | Segunda Divisão  | Anapolina (2.° título)        | Anapolina Centro Oeste             | Iporá                         |
| GO     | Terceira Divisão |                               |                                    |                               |
| MA     | Segunda Divisão  |                               |                                    |                               |
| MT     | Segunda Divisão  | Chapada (1.° título)          | Chapada Operário FC                |                               |
| MS     | Série B          |                               |                                    |                               |
| MG     | Módulo II        | North (1.° título)            | North URT                          | Nacional de Muriaé Varginha   |
| MG     | Segunda Divisão  |                               |                                    |                               |
| PA     | Série A2         | São Raimundo-PA (1.° título)  | Amazônia São Raimundo-PA           | ESMAC Pinheirense             |
| PA     | Série A3         |                               |                                    |                               |
| PB     | Segunda Divisão  |                               |                                    |                               |
| PB     | Terceira Divisão |                               |                                    |                               |
| PR     | Segunda Divisão  | Galo Maringá (1.° título)     | Foz do Iguaçu Galo Maringá         | Iguaçu PSTC                   |
| PR     | Terceira Divisão |                               |                                    |                               |
| PE     | Série A2         |                               |                                    |                               |
| PE     | Série A3         |                               |                                    |                               |
| PI     | Segunda Divisão  |                               |                                    |                               |
| RJ     | Série A2         | Bangu (4.° título)            | Bangu                              | Duque de Caxias Petrópolis    |
| RJ     | Série B1         |                               |                                    |                               |
| RJ     | Série B2         |                               |                                    |                               |
| RJ     | Série C          |                               |                                    |                               |
| RN     | Segunda Divisão  |                               |                                    |                               |
| RS     | Série A2         |                               | Inter de Santa Maria Novo Hamburgo | Futebol com Vida Real         |
| RS     | Série B          |                               |                                    |                               |
| RO     | Série B          |                               | Rondoniense União Cacoalense       |                               |
| SC     | Série B          |                               | Camboriú Carlos Renaux             | Inter de Lages Porto-SC       |
| SC     | Série C          |                               |                                    |                               |
| SP     | Série A2         | Capivariano (2.° título)      | Capivariano Primavera              | Portuguesa Santista Rio Claro |
| SP     | Série A3         | Sertãozinho (4.° título)      | Monte Azul Sertãozinho             | Comercial Lemense             |
| SP     | Série A4         | União Barbarense (1.° título) | Paulista União Barbarense          | Osasco Audax Matonense        |
| SP     | Segunda Divisão  |                               | ECUS Tanabi                        |                               |
| SE     | Série A2         |                               |                                    |                               |
| SE     | Série A3         |                               |                                    |                               |
| TO     | Segunda Divisão  |                               |                                    |                               |

## Copas Estaduais
| Estado | Campeão                 | Final(is)                                   | Vice-campeão  | Copa do Brasil | Série D    |
| ------ | ----------------------- | ------------------------------------------- | ------------- | -------------- | ---------- |
| AL     | CSE (2.° título)        | Penedense 1 x 1 CSE 0 (5) x (4) 0 Penedense | Penedense     | –              | CSE        |
| CE     |                         |                                             |               |                | –          |
| ES     | Vitória-ES (5.° título) | Vitória-ES 3 x 1 Porto Vitória              | Porto Vitória | –              | Vitória-ES |
| RJ     |                         |                                             |               |                |            |
| RS     |                         |                                             |               | –              |            |
| SC     |                         |                                             |               |                | –          |
| SP     |                         |                                             |               |                |            |
| SE     |                         |                                             |               | –              |            |

### Recopas Estaduais
| Campeonato                   | Final                                              | Final  | Final                                            |
| Campeonato                   | Vencedor                                           | Placar | Vice                                             |
| ---------------------------- | -------------------------------------------------- | ------ | ------------------------------------------------ |
| Super Copa Grão-Pará de 2025 | Paysandu Campeão do Campeonato Paraense de 2024    | 2 – 0  | Tuna Luso Campeão da Copa Grão-Pará 2024         |
| Recopa Gaúcha de 2025        | Grêmio Campeão do Campeonato Gaúcho de 2024        | 2 – 0  | São José-RS Campeão de Copa FGF de 2024          |
| Recopa Catarinense de 2025   | Criciúma Campeão do Campeonato Catarinense de 2024 | 2 – 0  | Concórdia Campeão da Copa Santa Catarina de 2024 |